# Liste der Kulturdenkmale in Rosenthal-Bielatal
Die Liste der Kulturdenkmale in Rosenthal-Bielatal enthält die Kulturdenkmale in Rosenthal-Bielatal.
Die Anmerkungen sind zu beachten.
Diese Liste ist eine Teilliste der Liste der Kulturdenkmale im Landkreis Sächsische Schweiz-Osterzgebirge.
Diese Liste ist eine Teilliste der Liste der Kulturdenkmale in Sachsen.

## Legende
- Bild: Bild des Kulturdenkmals, ggf. zusätzlich mit einem Link zu weiteren Fotos des Kulturdenkmals im Medienarchiv Wikimedia Commons. Wenn man auf das Kamerasymbol klickt, können Fotos zu Kulturdenkmalen aus dieser Liste hochgeladen werden:
- Bezeichnung: Denkmalgeschützte Objekte und ggf. Bauwerksname des Kulturdenkmals
- Lage: Straßenname und Hausnummer oder Flurstücknummer des Kulturdenkmals. Die Grundsortierung der Liste erfolgt nach dieser Adresse. Der Link (Karte) führt zu verschiedenen Kartendiensten mit der Position des Kulturdenkmals. Fehlt dieser Link, wurden die Koordinaten noch nicht eingetragen. Sind diese bekannt, können sie über ein Tool mit einer Kartenansicht einfach nachgetragen werden. In dieser Kartenansicht sind Kulturdenkmale ohne Koordinaten mit einem roten bzw. orangen Marker dargestellt und können durch Verschieben auf die richtige Position in der Karte mit Koordinaten versehen werden. Kulturdenkmale ohne Bild sind an einem blauen bzw. roten Marker erkennbar.
- Datierung: Baubeginn, Fertigstellung, Datum der Erstnennung oder grobe zeitliche Einordnung entsprechend des Eintrags in der sächsischen Denkmaldatenbank
- Beschreibung: Kurzcharakteristik des Kulturdenkmals entsprechend des Eintrags in der sächsischen Denkmaldatenbank, ggf. ergänzt durch die dort nur selten veröffentlichten Erfassungstexte oder zusätzliche Informationen
- ID: Vom Landesamt für Denkmalpflege Sachsen vergebene, das Kulturdenkmal eindeutig identifizierende Objekt-Nummer. Der Link führt zum PDF-Denkmaldokument des Landesamtes für Denkmalpflege Sachsen. Bei ehemaligen Kulturdenkmalen können die Objektnummern unbekannt sein und deshalb fehlen bzw. die Links von aus der Datenbank entfernten Objektnummern ins Leere führen. Ein ggf. vorhandenes Icon  führt zu den Angaben des Kulturdenkmals bei Wikidata.

## Bielatal
| Bild                                    | Bezeichnung                                                              | Lage                                                         | Datierung                             | Beschreibung | ID       |
| --------------------------------------- | ------------------------------------------------------------------------ | ------------------------------------------------------------ | ------------------------------------- | --- | -------- |
|                                         | Wegestein                                                                | Steinbornweg, am Rande der Dürren Biela (Karte)              | 1886                                  | verkehrsgeschichtlich von Bedeutung. Sandstein. | 09226919 |
| Direkt Bild zu diesem Denkmal hochladen | Wegestein                                                                | (Karte)                                                      | 19. Jh.                               | verkehrsgeschichtlich von Bedeutung. | 09304626 |
| Direkt Bild zu diesem Denkmal hochladen | Transformatorenturm                                                      | (Karte)                                                      | um 1910                               | turmartiger Putzbau über Sockel mit Satteldach, baugeschichtlich und technikgeschichtlich von Bedeutung. | 09300227 |
|                                         | Wegestein                                                                | Am Weg vom Bielatal in den Talgrund der Dürren Biela (Karte) | 19. Jh.                               | verkehrsgeschichtlich von Bedeutung. Sandstein, vgl. Verzeichnis R. Prokoph (1992) bei der Unteren Denkmalschutzbehörde Pirna. | 09300263 |
| Direkt Bild zu diesem Denkmal hochladen | Wohnhaus                                                                 | Am Eichberg 2a (Karte)                                       | bez. 1795                             | Obergeschoss Fachwerk verbrettert, im Türsturz bezeichnet, baugeschichtlich von Bedeutung. | 09224462 |
| Direkt Bild zu diesem Denkmal hochladen | Wohnhaus                                                                 | Am Eichberg 3 (Karte)                                        | Mitte 19. Jh.                         | Obergeschoss Fachwerk verbrettert, baugeschichtlich von Bedeutung. | 09224461 |
|                                         | Meilenstein                                                              | Bahraer Straße im Ortsteil Raum (Karte)                      | 19. Jh. (Meilenstein)                 | profilierter Sandsteinblock mit Entfernungsangaben, wohl Halbmeilenstein, verkehrshistorisch von Bedeutung. Einzeldenkmal der Sachgesamtheit Königlich-Sächsische Meilensteine. Im Jahr 2022 nicht mehr existent (Bild) | 09222357 |
| Weitere Bilder                          | Rittergut Hermsdorf                                                      | Bergstraße 1; 2 (Karte)                                      | im Kern 18. Jh., womöglich noch älter | Herrenhaus (Nr. 1) sowie westliches (Nr. 2) und östliches Seitengebäude des ehemaligen Hermsdorfer Rittergutes sowie Stützmauer im Osten – baugeschichtlich und ortsgeschichtlich von Bedeutung. Herrenhaus zweigeschossiger massiver Putzbau, verändert, aber erkennbare Kubatur, die beiden Seitengebäude ebenfalls verändert: östliches Seitengebäude Bruchsteinbau, später Drempel, zwei Tonnengewölbe, heute ruinös, westliches Seitengebäude stark durch LPG-Nutzung verändert, jedoch mit südlichem Wohnanbau in der Formensprache der 1920er Jahre. | 09224472 |
| Direkt Bild zu diesem Denkmal hochladen | Bogenbrücke über den Dorfbach                                            | Bergstraße 2 (bei) (Karte)                                   | 19. Jh.                               | baugeschichtlich von Bedeutung. | 09224446 |
| Direkt Bild zu diesem Denkmal hochladen | Wohnhaus                                                                 | Bergstraße 9 (Karte)                                         | 1. Hälfte 19. Jh.                     | Obergeschoss Fachwerk verkleidet, baugeschichtlich von Bedeutung. | 09224438 |
| Direkt Bild zu diesem Denkmal hochladen | Wohnstallhaus                                                            | Bergstraße 14 (Karte)                                        | lt. Auskunft um 1800                  | Obergeschoss Fachwerk verbrettert, baugeschichtlich von Bedeutung. | 09224434 |
| Direkt Bild zu diesem Denkmal hochladen | Wohnstallhaus und südliches Seitengebäude eines Bauernhofes              | Bergstraße 21 (Karte)                                        | Mitte 19. Jh.                         | Wohnstallhaus Obergeschoss Fachwerk, Seitengebäude mit Durchfahrt, verbrettert, baugeschichtlich und wirtschaftsgeschichtlich von Bedeutung. | 09224433 |
| Direkt Bild zu diesem Denkmal hochladen | Wohnhaus                                                                 | Bergstraße 27 (Karte)                                        | Anfang 19. Jh.                        | Obergeschoss Fachwerk verkleidet, baugeschichtlich von Bedeutung, mit Vorhäuschen. | 09224440 |
| Direkt Bild zu diesem Denkmal hochladen | Bogenbrücke über den Dorfbach                                            | Bergstraße 27 (bei) (Karte)                                  | 19. Jh.                               | baugeschichtlich von Bedeutung. | 09224445 |
| Direkt Bild zu diesem Denkmal hochladen | Wohnstallhaus                                                            | Bergstraße 28 (Karte)                                        | 1. Hälfte 19. Jh.                     | Obergeschoss Fachwerk, zum Teil verbrettert, baugeschichtlich von Bedeutung. | 09224432 |
| Direkt Bild zu diesem Denkmal hochladen | Wohnstallhaus und Scheune eines Bauernhofes                              | Bergstraße 31 (Karte)                                        | Anfang 19. Jh.                        | Wohnstallhaus Obergeschoss Fachwerk verbrettert, baugeschichtlich und wirtschaftsgeschichtlich von Bedeutung. | 09224431 |
| Direkt Bild zu diesem Denkmal hochladen | Wohnstallhaus mit Stallanbau, Seitengebäude und Scheune                  | Bergstraße 41 (Karte)                                        | um 1840                               | Nördliches Wohnstallhaus mit hinterem Stallanbau, westliches Seitengebäude, südliche Scheune, östlicher Schuppen und zweite Scheune außerhalb des Hofes – Wohnstallhaus Obergeschoss Fachwerk, Stallanbau Obergeschoss verbrettert, baugeschichtlich und ortsbildprägend von Bedeutung. | 09224429 |
| Direkt Bild zu diesem Denkmal hochladen | Wohnhaus und Nebengebäude                                                | Förstereistraße 1 (Karte)                                    | Mitte 19. Jh.                         | Wohnhaus Obergeschoss Fachwerk verbrettert, baugeschichtlich von Bedeutung. | 09224466 |
| Direkt Bild zu diesem Denkmal hochladen | Forsthof                                                                 | Förstereistraße 5 (Karte)                                    | um 1800                               | Nördliches und westliches Wohnhaus sowie nördliches und südliches Seitengebäude eines ehemaligen Forsthofes – beide Wohnhäuser Obergeschoss Fachwerk verbrettert, baugeschichtlich und ortsgeschichtlich von Bedeutung. | 09224465 |
| Direkt Bild zu diesem Denkmal hochladen | Forsthof                                                                 | Forsthof 1; 2 (Karte)                                        | nach 1900                             | Wohnhaus (Nr. 1) und Nebengebäude (Nr. 2) eines Forsthofes – Wohnhaus repräsentativer Putzbau mit Schmuckfachwerk und Farbglasfenstern, baugeschichtlich und ortsgeschichtlich von Bedeutung. | 09224463 |
| Direkt Bild zu diesem Denkmal hochladen | Wegestein                                                                | Königsteiner Straße (Karte)                                  | 19. Jh.                               | verkehrsgeschichtlich von Bedeutung. Wegesäule (Sandstein), als Zaunsäule verwendet. | 09226922 |
| Direkt Bild zu diesem Denkmal hochladen | Mehrfamilienhaus                                                         | Nikolsdorfer Weg 1 (Karte)                                   | 1920er Jahre                          | zeittypischer Putzbau mit vier Eingängen, baugeschichtlich von Bedeutung. | 09224435 |
| Direkt Bild zu diesem Denkmal hochladen | Wegestein                                                                | Pirnaer Straße (Karte)                                       | 19. Jh.                               | verkehrsgeschichtlich von Bedeutung. Wegesäule (Sandstein) | 09226916 |
| Direkt Bild zu diesem Denkmal hochladen | Villa mit Garten und Gartenbrücke                                        | Pirnaer Straße 1 (Karte)                                     | 1910er Jahre                          | zeittypischer Putzbau mit seitlichem Turm und Veranda, Mansarddach, baugeschichtlich von Bedeutung. Villengarten (Nebenanlage): intensiv gestalteter Bereich östlich der Villa mit großen Rhododendron- und Zierstrauchbeständen sowie einigen Altbäumen insbesondere Buchen und Kiefern, Zufahrt mit Pfosten des Zufahrtstores im Osten des Grundstücks, direkt nordöstlich der Villa kleine Steinbogenbrücke aus Sandstein, im Süden Obstbaumbestand, im Norden, Westen und Süden des Grundstücks Pfosten des ehemaligen Holzlattenzauns, im Westen mit Zaunsfeldern erhalten. | 09224442 |
| Direkt Bild zu diesem Denkmal hochladen | Wohnhaus                                                                 | Pirnaer Straße 6 (Karte)                                     | lt. Auskunft 1899                     | zeittypischer Putzbau mit übergiebeltem Mittelrisalit, baugeschichtlich von Bedeutung. Rundbogenfenster, Holzveranden, Dachüberstände. | 09224443 |
| Weitere Bilder                          | Gasthof Hermsdorf mit Saalanbau                                          | Pirnaer Straße 7 (Karte)                                     | 2. Hälfte 19. Jh.                     | Gasthof mit Saalanbau – Putzbau mit übergiebeltem Mittelrisalit, Krüppelwalmdach – baugeschichtlich und ortsgeschichtlich von Bedeutung, erste Erwähnung 1657 als „Erbgericht zu Hermßdorff“, zwischen 1835 und 1839 Neubau des Gasthauses, von 1968 bis 1990 Nutzung als Ferienheim des VEB Textil- und Veredlungskombinat Neugersdorf/Lausitz, dabei von 1981 bis 1988 umfassende Sanierung der Baulichkeiten | 09224447 |
| Direkt Bild zu diesem Denkmal hochladen | Wohnstallhaus und Seitengebäude eines Gehöfts                            | Pirnaer Straße 14 (Karte)                                    | 1. Hälfte 19. Jh.                     | Wohnstallhaus Obergeschoss Fachwerk, baugeschichtlich von Bedeutung. | 09224430 |
| Direkt Bild zu diesem Denkmal hochladen | Bogenbrücke über die Biela und Wehr                                      | Reichsteiner Straße (Karte)                                  | bez. 1898                             | Bogenbrücke über die Biela, unterbachseitig mit Überfallwehr/Schützenwehr – baugeschichtlich und technikgeschichtlich von Bedeutung. | 09224459 |
| Direkt Bild zu diesem Denkmal hochladen | Wohnhaus                                                                 | Reichsteiner Straße 2 (Karte)                                | Mitte 19. Jh.                         | Obergeschoss Fachwerk verbrettert, baugeschichtlich von Bedeutung. | 09224460 |
| Direkt Bild zu diesem Denkmal hochladen | Zwei Schulen                                                             | Schulstraße 1 (Karte)                                        | bez. 1881                             | sog. Alte Schule zweigeschossiger Putzbau mit übergiebeltem Mittelrisalit und Uhrentürmchen, über der Tür bezeichnet, Satteldach mit Dachhäuschen; jüngere Schule im Winkel, eingeschossiger Putzbau mit Eckquaderung, mittiges übergiebeltes Dachhäuschen, Dachausbau, Krüppelwalmdach, baugeschichtlich und ortsgeschichtlich von Bedeutung. Inschrift: „Schulhaus/ Die Kraft des Volkes/ liegt in unseren Kindern./ Erbaut im Jahr 1881“. | 09224436 |
| Direkt Bild zu diesem Denkmal hochladen | Wohnhaus                                                                 | Schulstraße 4 (Karte)                                        | Anfang 19. Jh.                        | Obergeschoss Fachwerk verbrettert, baugeschichtlich von Bedeutung. | 09224444 |
| Weitere Bilder                          | Villa, Nebengebäude und parkähnlicher Villengarten                       | Schweizermühle 1 (Karte)                                     | 1900/1910                             | Villa, Nebengebäude und parkähnlicher Villengarten mit Gartenhaus, Teich, Gartenbrücke, altem Baumbestand und Wegesystem – repräsentative Villa mit Turm und reicher Putzgliederung, Schmuckfachwerk, Nebengebäude und achteckiges Gartenhaus im Drempelbereich mit Schmuckfachwerk, baugeschichtlich und gartenkünstlerisch von Bedeutung. | 09224469 |
| Weitere Bilder                          | Villa Angela                                                             | Schweizermühle 2 (Karte)                                     | um 1900                               | eingeschossiger Putzbau mit Mittelrisalit, Holzziergiebel, Krüppelwalmdach, baugeschichtlich von Bedeutung. | 09224470 |
| Direkt Bild zu diesem Denkmal hochladen | Classen’s Villa; später Villa Brausenstein                               | Schweizermühle 3 (Karte)                                     | um 1900                               | Gasthaus mit vorgelagerter Treppenanlage, zwei Nebengebäude und parkartiger Villengarten mit Teich und Lindenallee – Gasthaus repräsentativer Bau mit Schmuck-Fachwerk im Obergeschoss, Veranda und Holzbalkon, baugeschichtlich, ortsgeschichtlich und gartenkünstlerisch von Bedeutung. | 09224471 |
| Direkt Bild zu diesem Denkmal hochladen | Wegestein                                                                | Talstraße (Karte)                                            | 19. Jh.                               | verkehrsgeschichtlich von Bedeutung. | 09300225 |
|                                         | Hammerhütte Brausenstein                                                 | Talstraße (Karte)                                            | bez. 1700 (Brennofen)                 | Brennofen zur Eisengussherstellung – erneuert, Zeugnis der Produktionstechnik des Hammerhüttenwesens, produktionsgeschichtlich und technikgeschichtlich von Bedeutung. | 09224468 |
| Direkt Bild zu diesem Denkmal hochladen | Wegestein                                                                | Talstraße (Karte)                                            | 19. Jh.                               | verkehrsgeschichtlich von Bedeutung. Wegesäule (Sandstein). | 09226918 |
| Direkt Bild zu diesem Denkmal hochladen | Wohnhaus                                                                 | Talstraße 1 (Karte)                                          | Anfang 19. Jh.                        | Obergeschoss Fachwerk verkleidet, baugeschichtlich von Bedeutung. | 09224454 |
| Direkt Bild zu diesem Denkmal hochladen | Wohnhaus                                                                 | Talstraße 2 (Karte)                                          | 1. Hälfte 19. Jh.                     | Obergeschoss Fachwerk verbrettert, baugeschichtlich von Bedeutung. | 09224453 |
| Direkt Bild zu diesem Denkmal hochladen | Wohnhaus                                                                 | Talstraße 5 (Karte)                                          | 1. Hälfte 19. Jh.                     | Obergeschoss Fachwerk verbrettert, baugeschichtlich von Bedeutung. Keller: Unter der linken Haushälfte, etwa 2 × 2 m, überwölbt, nur zur Bevorratung von Nahrungsmitteln. Erdgeschoss: Prinzip der Dreiteilung in Flur, Wohn- und Küchenbereich und Stall (überwölbt) mit Nebenraum. Über der Hauseingangstür Segmentbogen, im Hausinneren Deckenbalken teilweise sichtbar, einläufige Holztreppe in das Obergeschoss. Vor dem Einbau der Toilette lag der Abort außerhalb des Hauses. Obergeschoss: Drei einfache Kammern. Dach: Pfettenkonstruktion, Neigung 45°. Sonstiges: In nur wenigen Metern Entfernung hinter dem Haus das steil abfallende, durch Sandsteinmauern eingefasste Bett der Biela (M. Hammer). | 09224455 |
| Direkt Bild zu diesem Denkmal hochladen | Mühlentechnik einer ehem. Mühle                                          | Talstraße 7 (Karte)                                          | 2. Hälfte 19. Jh.                     | Ehem. Hofemühle – später Holzspundfabrik, technikgeschichtlich von Bedeutung. | 09224456 |
| Direkt Bild zu diesem Denkmal hochladen | Wohnhaus                                                                 | Talstraße 8 (Karte)                                          | Mitte 19. Jh.                         | Obergeschoss Fachwerk, baugeschichtlich von Bedeutung. Krüppelwalm | 09224457 |
| Direkt Bild zu diesem Denkmal hochladen | Wohnhaus, Mühlgraben mit Schütz und zwei Sägegatter eines Mühlenanwesens | Talstraße 10 (Karte)                                         | vor 1900                              | Wohnhaus mit Einflüssen des Schweizerstils, baugeschichtlich und technikgeschichtlich von Bedeutung. Zweigeschossiger massiver Putzbau, Sandstein-Fenstergewände beide Geschosse, Krüppelwalmdach mit Überstand, Giebel und gegiebeltes Dachhaus mit Zierfachwerk, überall intaktes Wandöffnungsverhältnis, Winterfenster, zum Teil mit Originalteilung. | 09224458 |
| Direkt Bild zu diesem Denkmal hochladen | Gasthaus mit Saalanbau und Terrasse                                      | Talstraße 14 (Karte)                                         | Ende 19. Jh.                          | zeittypischer Putzbau mit vorgelagerter Terrasse und Mansardwalmdach, rückwärtiger großer Saalanbau mit Rundbogenfenstern im ersten Obergeschoss, baugeschichtlich und ortsgeschichtlich von Bedeutung. | 09224452 |
| Direkt Bild zu diesem Denkmal hochladen | Wohnhaus                                                                 | Talstraße 24 (Karte)                                         | Ende 19. Jh.                          | baugeschichtlich von Bedeutung. Dachüberstände, Eckquaderung, Stockgesimse | 09224451 |
| Direkt Bild zu diesem Denkmal hochladen | Wohnhaus und Nebengebäude                                                | Talstraße 26 (Karte)                                         | bez. 1881                             | Wohnhaus Putzbau mit überhöhtem Mittelrisalit, verglaste Holzveranda, Holzziergiebel, baugeschichtlich und straßenbildprägend von Bedeutung. | 09224450 |
| Direkt Bild zu diesem Denkmal hochladen | Wohnhaus                                                                 | Talstraße 30 (Karte)                                         | um 1900                               | Putzbau über Natursteinsockel mit Eckquaderung, überhöhter Seitenrisalit, Holzziergiebel, baugeschichtlich und straßenbildprägend von Bedeutung. | 09224449 |
| Direkt Bild zu diesem Denkmal hochladen | Wohnhaus und Mühlgebäude eines ehemaligen Mühlenanwesens                 | Talstraße 31; 32 (Karte)                                     | bez. 1922                             | Ehem. Reichsteiner Mühle: Wohnhaus (Nr. 32) – Putzbau mit Sandsteinsockel, mit Altan und Balkon; Mühlengebäude (Nr. 31) – Putzbau mit Sandsteingewänden, östlicher Gebäudeteil verbrettert, baugeschichtlich und ortsgeschichtlich von Bedeutung, auf Sandsteinsockel, mit Altan und Balkon. | 09224448 |
| Direkt Bild zu diesem Denkmal hochladen | Alter Pflasterweg; Pflasterberg                                          | Talstraße 32a (bei) (Karte)                                  | 19. Jh.                               | ortsgeschichtlich und straßenbildprägend von Bedeutung. | 09300230 |
| Direkt Bild zu diesem Denkmal hochladen | Hammergut Neidberg                                                       | Talstraße 32a; 32b (Karte)                                   | 2. Hälfte 19. Jh.                     | Wohnhaus (Nr. 32a), Wohnstallhaus (Nr. 32b) und Scheune einer ehem. Schmiede sowie Schlussstein der ehem. Fuhrmannsschenke – Wohnhaus Putzbau mit schmiedeeisernem Balkon und Drillingsfenster im Giebel, Satteldach, Wohnstallhaus lang gestreckter Putzbau mit Satteldach, baugeschichtlich und ortsgeschichtlich von Bedeutung. | 09223442 |
| Direkt Bild zu diesem Denkmal hochladen | Wohnhaus                                                                 | Talstraße 33 (Karte)                                         | um 1850                               | Putzbau mit Krüppelwalmdach, baugeschichtlich von Bedeutung. | 09300226 |
| Direkt Bild zu diesem Denkmal hochladen | Sägewerk Otto                                                            | Talstraße 33b (Karte)                                        | um 1910                               | Wohn- und Verwaltungsgebäude des ehemaligen Sägewerkes – Putzbau mit hohem, Bossen gequadertem Sockel und Schmuckfachwerk, baugeschichtlich von Bedeutung. | 09223443 |

## Rosenthal
| Bild                                    | Bezeichnung | Lage                                      | Datierung                                 | Beschreibung | ID       |
| --------------------------------------- | --- | ----------------------------------------- | ----------------------------------------- | --- | -------- |
| Direkt Bild zu diesem Denkmal hochladen | Aussichtsturm | (Karte)                                   | 1880                                      | kleiner quadratischer Turm mit Zinnenkranz, erhöht am Felsabhang gelegen, baugeschichtlich und ortsgeschichtlich von Bedeutung, aus Bruchsteinmauerwerk. | 09223460 |
| Direkt Bild zu diesem Denkmal hochladen | Bogenbrücke über den Fuchsbach | (Karte)                                   | 19. Jh.                                   | Brücke aus bogenförmig aneinander gereihten Sandsteinquadern, die ohne Mörtel halten, baugeschichtlich und technikgeschichtlich von Bedeutung. | 09224923 |
| Direkt Bild zu diesem Denkmal hochladen | Salzlecke | (Karte)                                   | bez. 1741 (Salzlecke)                     | jagdgeschichtlich und kulturgeschichtlich von Bedeutung, ca. 2, 5 km östlich von Rosenthal, Forstabteilung 159. | 09221533 |
| Direkt Bild zu diesem Denkmal hochladen | Wegestein | (Karte)                                   | 19. Jh.                                   | verkehrsgeschichtlich von Bedeutung. | 09224427 |
| Direkt Bild zu diesem Denkmal hochladen | Grenzstein |                                           | vor 1622 (Grenzstein)                     | Grenzstein; Sachzeugnis einer historischen Grenzbezeichnung, regionalgeschichtlich von Bedeutung. | 09225053 |
| Direkt Bild zu diesem Denkmal hochladen | Wegestein | (Karte)                                   | 19. Jh.                                   | verkehrsgeschichtlich von Bedeutung. Sandstein | 09300264 |
| Direkt Bild zu diesem Denkmal hochladen | Wohnstallhaus, Seitengebäude und Scheune eines Vierseithofes                                                                                                   | Am Poststeig 4 (Karte)                    | bez. 1769; verändert                      | Nordöstliches Wohnstallhaus, westliches Seitengebäude und südliche Scheune eines Vierseithofes – Wohnstallhaus Obergeschoss Fachwerk verbrettert, Seitengebäude mit vermauertem Schlussstein, dort bezeichnet, Scheune verbrettert, erhöht und zurückliegend, baugeschichtlich und wirtschaftsgeschichtlich von Bedeutung. | 09223446 |
|                                         | Wegestein | Bielatalstraße (Karte)                    | bez. 1833                                 | verkehrsgeschichtlich von Bedeutung. Wegweiser aus Sandstein, mit Inschrift und Entfernungsangaben. Im Bielatal am Abzweig der Straße nach Cunnersdorf | 09223087 |
|                                         | Sandstein-Bogenbrücke | Bielatalstraße (Karte)                    | 19. Jh.                                   | Sandstein-Bogenbrücke über den Cunnersdorfer Bach am Zusammenfluss mit der Biela – baugeschichtlich und verkehrsgeschichtlich von Bedeutung. | 09300231 |
| Weitere Bilder                          | Kirche und Kirchhof Rosenthal | Kirchgasse (Karte)                        | 1856                                      | Kirche mit Kirchhof und Einfriedungsmauer, zwei Kirchhofstore, Kriegerdenkmal für die Gefallenen des Ersten Weltkrieges und zwei Grabmale – Kirche einfache neoromanische Saalkirche mit westlichem Anbau und Ostturm, baugeschichtlich und ortsgeschichtlich von Bedeutung. | 09223410 |
|                                         | Pfarrhaus mit Inschrifttafel | Kirchgasse 1 (Karte)                      | bez. 1747                                 | Obergeschoss Fachwerk verbrettert, im Innern Portal mit Schlussstein, bezeichnet, Gedenktafel für Gottfried August Homilius an der Hauswand, baugeschichtlich und ortsgeschichtlich von Bedeutung. Rechter Gebäudeteil jünger, Gedenktafel-Inschrift: „Gottfried August Homilius Schüler von Johann Sebastian Bach, bedeutender Kirchenkomponist und langjähriger Kreuzkantor zu Dresden wurde hier am 2. Februar 1714 geboren“ (historischer Geburtsort). | 09223412 |
| Direkt Bild zu diesem Denkmal hochladen | Mord- und Sühnekreuz | Kirchgasse 1 (bei) (Karte)                | 15./16. Jh.                               | mit eingemeißeltem Schwert, ortsgeschichtlich von Bedeutung, mit eingemeißeltem Hirschfänger, 108 cm× 67 cm× 24 cm, Sandstein. | 09223413 |
| Direkt Bild zu diesem Denkmal hochladen | Gasthof „Zum Erbgericht“ | Kirchgasse 2 (Karte)                      | 1. Hälfte 19. Jh.                         | zwei im Winkel aneinandergebaute Gebäude, Wohn- und Wirtschaftsgebäude Obergeschoss Fachwerk, zum Teil verbrettert und jüngerer Gasthof, baugeschichtlich, ortsgeschichtlich und straßenbildprägend von Bedeutung. Gaststätte: großer zweieinhalb-geschossiger Putzbau, Entwurf 1869 bezeichnet, 1893 Trennung von der Landwirtschaft (heute Nr. 1) und Neubau der Nebengebäude. | 09223473 |
| Direkt Bild zu diesem Denkmal hochladen | Ehem. Kirchschule | Kirchgasse 3 (Karte)                      | 4. Viertel 19. Jh.                        | Obergeschoss Fachwerk verbrettert, mit Sandsteinportal, baugeschichtlich und ortsgeschichtlich von Bedeutung. Längsbau mit Satteldach, schönes Portal. | 09223414 |
| Direkt Bild zu diesem Denkmal hochladen | Wohnhaus | Kirchgasse 7 (Karte)                      | 1. Hälfte 19. Jh.                         | Wohnhaus – Obergeschoss Fachwerk verbrettert, baugeschichtlich von Bedeutung. | 09223417 |
| Direkt Bild zu diesem Denkmal hochladen | Fußgängerbrücke | Kirchgasse 7 (bei) (Karte)                | 19. Jh.                                   | Sandsteinbogen, baugeschichtlich von Bedeutung. | 09223418 |
| Direkt Bild zu diesem Denkmal hochladen | Wohnhaus und Sandsteinbogenbrücke | Königsteiner Straße 5 (Karte)             | 1905/1910                                 | Wohnhaus mit Einfriedung – repräsentativer Putzbau mit Schmuckfachwerk, Erker und zum Teil originaler Ausstattung, baugeschichtlich von Bedeutung. Sandsteinbogenbrücke. | 09223445 |
| Direkt Bild zu diesem Denkmal hochladen | Wohnhaus | Königsteiner Straße 13 (Karte)            | 1. Hälfte 19. Jh.                         | Obergeschoss Fachwerk, mit Korbbogentür, baugeschichtlich von Bedeutung. | 09223447 |
| Direkt Bild zu diesem Denkmal hochladen | Wohnhaus | Königsteiner Straße 14 (Karte)            | 1. Hälfte 19. Jh.                         | Obergeschoss Fachwerk aufgebrettert, baugeschichtlich von Bedeutung, zum Teil verändert. | 09223448 |
| Direkt Bild zu diesem Denkmal hochladen | Wohnstallhaus | Königsteiner Straße 19 (Karte)            | um 1800                                   | Obergeschoss Fachwerk verbrettert, baugeschichtlich von Bedeutung. | 09223450 |
| Direkt Bild zu diesem Denkmal hochladen | Wohnhaus und Relief | Königsteiner Straße 20 (Karte)            | Anfang 19. Jh.                            | Obergeschoss Fachwerk verbrettert, über der Tür Sandsteinrelief mit Inschrift, bezeichnet, baugeschichtlich von Bedeutung. | 09223449 |
| Direkt Bild zu diesem Denkmal hochladen | Ehem. Wohnstallhaus | Königsteiner Straße 21 (Karte)            | Anfang 19. Jh.                            | Obergeschoss Fachwerk verbrettert, baugeschichtlich von Bedeutung. | 09223451 |
| Direkt Bild zu diesem Denkmal hochladen | Reste der zum ehem. Rittergut gehörenden Mauer | Königsteiner Straße 31 (bei) (Karte)      | um 1800                                   | Reste der zum ehemaligen Rittergut gehörenden Mauer, zwei Torpfeiler sowie zwei Ofenplatten (Eisenkunstguss, Oberhütte Rosenthal) – befinden sich am Wohnhaus Nr. 31, eine quadratisch, mit dem kursächsischen Wappen, die andere längsrechteckig (mit Bezeichnung) – ortsgeschichtlich und künstlerisch von Bedeutung. | 09223422 |
| Direkt Bild zu diesem Denkmal hochladen | Wohnstallhaus | Königsteiner Straße 39 (Karte)            | 1. Hälfte 19. Jh.                         | ohne rückseitigen Anbau, Obergeschoss Fachwerk, baugeschichtlich von Bedeutung. | 09223420 |
| Direkt Bild zu diesem Denkmal hochladen | Wohnstallhaus und Scheune eines Bauernhofes | Königsteiner Straße 43 (Karte)            | 1. Hälfte 19. Jh.                         | Wohnstallhaus Obergeschoss Fachwerk, Scheune verbrettert, baugeschichtlich und wirtschaftsgeschichtlich von Bedeutung. | 09223419 |
| Direkt Bild zu diesem Denkmal hochladen | Wohnhaus | Königsteiner Straße 49 (Karte)            | 1. Hälfte 19. Jh.                         | Obergeschoss Fachwerk, zum Teil verbrettert, baugeschichtlich von Bedeutung. | 09223416 |
| Direkt Bild zu diesem Denkmal hochladen | Wohnhaus | Königsteiner Straße 50 (Karte)            | bez. 1825                                 | ohne jüngeren Anbau zum Dorfplatz hin, Obergeschoss Fachwerk, Korbbogentür bezeichnet, baugeschichtlich von Bedeutung. | 09223415 |
| Direkt Bild zu diesem Denkmal hochladen | Urhof | Königsteiner Straße 54 (Karte)            | 1893                                      | Wohnhaus, Seitengebäude und Scheune eines Dreiseithofes – ehem. Wirtschaftshof des Erbgerichtes, Wohnhaus mit Mittelrisalit, Satteldach, Scheunen Putzbau mit verbrettertem Drempel, große Holztore, baugeschichtlich und wirtschaftsgeschichtlich von Bedeutung. | 09223474 |
| Direkt Bild zu diesem Denkmal hochladen | Wohnstallhaus | Königsteiner Straße 62 (Karte)            | 1. Hälfte 19. Jh.                         | Obergeschoss Fachwerk verbrettert, baugeschichtlich von Bedeutung. | 09223424 |
| Direkt Bild zu diesem Denkmal hochladen | Wohnstallhaus und Scheune eines Bauernhofes | Königsteiner Straße 64 (Karte)            | lt. Auskunft um 1840                      | Wohnstallhaus Obergeschoss Fachwerk verbrettert, Scheune verbrettert, baugeschichtlich und wirtschaftsgeschichtlich von Bedeutung. | 09223425 |
| Direkt Bild zu diesem Denkmal hochladen | Wohnstallhaus und zwei Seitengebäude eines Dreiseithofes | Königsteiner Straße 69 (Karte)            | Türsturz bez. 1841                        | Wohnstallhaus und zwei hakenförmig aneinandergebaute Seitengebäude eines Dreiseithofes – Wohnstallhaus Obergeschoss Fachwerk verbrettert, Seitengebäude beide mit Scheune und Stall, das eine im Türsturz bezeichnet, das andere zum Teil verbrettert, baugeschichtlich und wirtschaftsgeschichtlich von Bedeutung. | 09223426 |
| Direkt Bild zu diesem Denkmal hochladen | Wohnstallhaus und Scheune eines Bauernhofes | Königsteiner Straße 80 (Karte)            | Mitte 19. Jh.                             | Wohnstallhaus Obergeschoss Fachwerk, Giebel verbrettert, Scheune verbrettert, baugeschichtlich und wirtschaftsgeschichtlich von Bedeutung. | 09223428 |
| Direkt Bild zu diesem Denkmal hochladen | Wohnstallhaus und Scheune eines Bauernhofes | Königsteiner Straße 83 (Karte)            | 1. Hälfte 19. Jh.                         | Wohnstallhaus Obergeschoss Fachwerk, Giebel verbrettert, Scheune verbrettert, baugeschichtlich und wirtschaftsgeschichtlich von Bedeutung. | 09223429 |
| Direkt Bild zu diesem Denkmal hochladen | Gerisch-Schmiede | Königsteiner Straße 84 (Karte)            | bez. 1885, im Kern eher 1. Hälfte 19. Jh. | Wohnstallhaus mit hinteren Anbauten – Obergeschoss Fachwerk verbrettert, baugeschichtlich von Bedeutung. | 09223435 |
| Direkt Bild zu diesem Denkmal hochladen | Wohnstallhaus und Scheune eines Bauernhofes | Königsteiner Straße 92 (Karte)            | bez. 1802                                 | Wohnstallhaus Obergeschoss Fachwerk, Giebel verbrettert und Scheune verbrettert, baugeschichtlich und wirtschaftsgeschichtlich von Bedeutung. Wohnstallhaus im Türschlussstein bezeichnet. | 09223437 |
| Direkt Bild zu diesem Denkmal hochladen | Wohnstallhaus und Scheune eines Gehöfts | Königsteiner Straße 94 (Karte)            | lt. Auskunft 1864                         | Wohnstallhaus und Scheune eines Gehöfts, Wohnstallhaus Obergeschoss Fachwerk verbrettert, Scheune verbrettert – baugeschichtlich und wirtschaftsgeschichtlich von Bedeutung. | 09223438 |
| Direkt Bild zu diesem Denkmal hochladen | Forsthaus | Königsteiner Straße 97 (Karte)            | 4. Viertel 19. Jh.                        | heute Wohnhaus, Putzbau mit übergiebeltem Mittelrisalit, Satteldach, baugeschichtlich und ortsgeschichtlich von Bedeutung. | 09223439 |
| Direkt Bild zu diesem Denkmal hochladen | Auszugshaus | Königsteiner Straße 106 (Karte)           | 1. Hälfte 19. Jh.                         | Obergeschoss Fachwerk verbrettert, mit holzverschlagenem Gang vor dem Haus, ehemaliges Auszüglerhaus zum gegenüberliegenden Gut, baugeschichtlich und sozialgeschichtlich von Bedeutung. | 09223456 |
|                                         | Ehem. Zollhaus | Königsteiner Straße 107 (Karte)           |                                           | Zollhaus – lang gestreckter vielteiliger Putzbau mit Schmuckfachwerk, z. T. verbrettert, baugeschichtlich und ortsgeschichtlich von Bedeutung. | 09223457 |
| Direkt Bild zu diesem Denkmal hochladen | Wohnstallhaus, Scheune und Seitengebäude eines Dreiseithofes                                                                                                   | Mühlweg 1 (Karte)                         | 2. Hälfte 19. Jh.                         | Wohnstallhaus, Scheune und winkelförmig daran angebautes Seitengebäude eines Dreiseithofes – Wohnstallhaus Putzbau mit einfacher Gliederung, Drempel, Satteldach, Seitengebäude und Scheune verbrettert, baugeschichtlich und wirtschaftsgeschichtlich von Bedeutung. | 09223430 |
| Direkt Bild zu diesem Denkmal hochladen | Wohnstallhaus | Mühlweg 5 (Karte)                         | Mitte 19. Jh.                             | Obergeschoss Fachwerk, verputzt, Rückseite verbrettert, baugeschichtlich von Bedeutung. | 09223431 |
| Direkt Bild zu diesem Denkmal hochladen | Wohnstallhaus und Scheune eines Zweiseithofes | Neuer Anbau 2 (Karte)                     | 1. Hälfte 19. Jh.                         | Wohnstallhaus Obergeschoss Fachwerk verbrettert, Scheune verbrettert – baugeschichtlich und wirtschaftsgeschichtlich von Bedeutung. | 09223427 |
| Weitere Bilder                          | Ottomühle | Ottomühle 9 (Karte)                       | um 1910                                   | Wohnhaus mit Gaststätte, Wohnstallhaus, darunter befindlicher Mühlgraben und Mühlkanal östlich vom Wohnhaus – Wohnstallhaus Obergeschoss Fachwerk verputzt, Wohnhaus im Heimatstil, baugeschichtlich, ortsgeschichtlich und technikgeschichtlich von Bedeutung. Großer vielteiliger Putzbau, heute Handwerkerheim (mit Schmuckfachwerk, zum Teil verbrettert) und ehemaliges Wohnstallhaus (Obergeschoss Fachwerk, verputzt, zum Teil verändert), im Hauptgebäude schöne alte Fenster, mit Bäckerei. | 09223458 |
| Direkt Bild zu diesem Denkmal hochladen | Wormsmühle | Ottomühle 17 (Karte)                      | um 1800                                   | Ehemaliges Mühlengebäude – jetzt Wohnhaus, Obergeschoss Fachwerk verbrettert, baugeschichtlich und ortsgeschichtlich von Bedeutung. | 09223459 |
| Direkt Bild zu diesem Denkmal hochladen | Sachgesamtheit Ehem. Kaltwasseranstalt Schweizermühle mit zahlreichen Einzeldenkmalen                                                                          | Schweizermühle 5; 6; 7; 8; 10; 15 (Karte) | 1888/1889                                 | Sachgesamtheit Ehem. Kaltwasseranstalt Schweizermühle mit folgenden Einzeldenkmalen: kleine neugotische Kapelle (Nr. 5), Villa Hahnewald (Nr. 6) mit östlichem Teich, Gasthaus »Zum Felsenkeller« (Nr. 7) mit Einfriedung und östlichem Eiskeller, Post-Villa (Nr. 8), sog. Biedermeierhaus (als Kurhaus gebaut, Nr. 15), Uferbefestigung der Biela sowie Kriegerdenkmal 1870/71 und 1914/18 im »Gedächtnishain« östlich oberhalb des Tales (Einzeldenkmal ID-Nr. 09223462), dazu geschnittene Baumreihen und Solitärbaum südlich von Nr. 9/9a, Terrassierung und Hausbaum bei Nr. 13 sowie östlich oberhalb des Tales „Rosengarten“ und „Gedächtnishain“ (Gartendenkmale) sowie mit folgenden Sachgesamtheitsteilen: Teich mit Insel südlich von Nr. 5, Stallgebäude mit Remise an der Straße bei Nr. 7 sowie Gartenhaus zu Nr. 7, Badehaus (Nr. 10) mit südlichem Turbinenhaus und Mühlgraben mit Einfassung, Reste der Einfriedungen bei Nr. 5, südlich von Nr. 6, bei Nr. 15 und im Bereich Sophienquelle – Anlage von großem historischen und exemplarischen Wert. | 09300247 |
| Weitere Bilder                          | Kleine neugotische Kapelle, Villa Hahnewald, Gasthaus »Zum Felsenkeller«, Post-Villa, sog. Biedermeierhaus (ehem. Kurhaus) (Einzeldenkmale zu ID-Nr. 09300247) | Schweizermühle 5; 6; 7; 8; 15 (Karte)     | 1890/1891                                 | Einzeldenkmale der Sachgesamtheit Ehem. Kaltwasseranstalt Schweizermühle: kleine neugotische Kapelle (Nr. 5), Villa Hahnewald (Nr. 6) mit östlichem Teich, Gasthaus »Zum Felsenkeller« (Nr. 7) mit Einfriedung und östlichem Eiskeller, Post-Villa (Nr. 8), sog. Biedermeierhaus (als Kurhaus gebaut, Nr. 15), Uferbefestigung der Biela sowie Kriegerdenkmal 1870/71 und 1914/18 im „Gedächtnishain“ östlich oberhalb des Tales – Anlage von großem historischen und exemplarischen Wert. | 09223462 |
| Weitere Bilder                          | Sachgesamtheit Lässigs Villa und Schwedengarten mit zahlreichen Einzeldenkmalen                                                                                | Schweizermühle 14; 21 (Karte)             | vor 1864                                  | Sachgesamtheit Lässigs Villa und Schwedengarten mit folgenden Einzeldenkmalen: Villa (Nr. 14), Gärtnerei (Nr. 21), künstliche Ruine und Steinbank in der Parkanlage sowie Ufereinfassung der Biela (Einzeldenkmal ID-Nr. 09223467), dazu Parkanlage Schwedengarten mit Teich (Gartendenkmal) und Reste der Einfriedung im Osten, Süden und Westen als Sachgesamtheitsteile – Ensemble von exemplarischer historischer Bedeutung, baugeschichtlich, und ortsgeschichtlich von Bedeutung. | 09302928 |
|                                         | Lässigs Villa, Gärtnerei, künstliche Ruine und Parkanlage (Einzeldenkmale zu ID-Nr. 09302928)                                                                  | Schweizermühle 14; 21 (Karte)             | 1868/1869                                 | Einzeldenkmale der Sachgesamtheit Lässigs Villa und Schwedengarten: Villa (Nr. 14), Gärtnerei (Nr. 21), künstliche Ruine und Steinbank in der Parkanlage sowie Ufereinfassung der Biela: Ensemble von exemplarischer historischer Bedeutung, baugeschichtlich und ortsgeschichtlich von Bedeutung. Das villenartige Wohnhaus mit Uhrenturm und Nischenfigur an der Fassade wurde 1868/69 anstelle des Hauses Bergwall (1846) errichtet, Erbauer war Gustav Adolph Lässig, doch seit 1875 befand sich das Gebäude im Besitz des Schokoladenfabrikanten Jordan (daher auch Villa Jordan oder Turmvilla), der Garten geht jedoch auf den Schweden Bergwall zurück, das Fachwerk-Haus (Nr. 21) ist mit großer Sicherheit die dazu gehörige Gärtnerei gewesen (vor 1870). | 09223467 |
| Direkt Bild zu diesem Denkmal hochladen | Villa Reumuth | Schweizermühle 16a (Karte)                | 1877 (Wohnhaus)                           | Wohnhaus und Staffagebau (künstlicher Ruine, Aussichtsturm), dazu Felsengarten – Villa mit vorgelagerter Freitreppe an der Ostseite, Handschwengelpumpe, Torpfeiler der ehemaligen Einfriedung sowie Garten mit Stützmauer – villenartiges Wohnhaus im Schweizer Stil mit hölzernen Loggien, baugeschichtlich und landschaftsgestaltend von Bedeutung. Künstliche Ruine in der Südwestecke des Felsengartens, auf dem Gelände des Gartens südlich des Wohnhauses ein bezeichneter Felsen (bezeichnet „Friedrichstein/1817/15.6.1892“). | 09223472 |
| Direkt Bild zu diesem Denkmal hochladen | Villa Waldeck; später Villa Landfrieden | Schweizermühle 18 (Karte)                 | 1877/1883                                 | Villa zweigeschossiger Putzbau über Sockelgeschoss mit Eckquaderung, weiter Dachüberstand, Balkon zur Gartenseite, baugeschichtlich von Bedeutung. | 09223471 |
| Direkt Bild zu diesem Denkmal hochladen | Villa Goldenfels | Schweizermühle 19 (Karte)                 | bez. 1887                                 | Wohnhaus Klinkerbau mit hohem Sockelgeschoss in Polygonmauerwerk, breites Gurtgesims, lisenartige Gliederung des Obergeschosses, figürlicher Schmuck, Drempel, baugeschichtlich von Bedeutung. | 09223469 |
| Direkt Bild zu diesem Denkmal hochladen | Winkliges Wohnhaus | Vorwerkweg 2 (Karte)                      | Mitte 19. Jh.                             | Obergeschoss zum Teil Fachwerk, Giebel verbrettert, baugeschichtlich von Bedeutung. | 09223453 |
| Direkt Bild zu diesem Denkmal hochladen | Wohnhaus | Vorwerkweg 3 (Karte)                      | 1. Hälfte 19. Jh.                         | Obergeschoss Fachwerk, zum Teil verputzt, zum Teil verbrettert, baugeschichtlich von Bedeutung. | 09223454 |
| Direkt Bild zu diesem Denkmal hochladen | Wohnstallhaus und Scheune eines Bauernhofes | Winterleitenstraße 1 (Karte)              | Anfang 19. Jh.                            | Wohnstallhaus Obergeschoss Fachwerk verbrettert, baugeschichtlich und wirtschaftsgeschichtlich von Bedeutung. | 09223433 |
| Direkt Bild zu diesem Denkmal hochladen | Wohnstallhaus eines Bauernhofes | Winterleitenstraße 4 (Karte)              | 1. Hälfte 19. Jh.                         | Obergeschoss Fachwerk verbrettert, baugeschichtlich und wirtschaftsgeschichtlich von Bedeutung. | 09223432 |

## Ausführliche Denkmaltexte
1. ↑  Villa  und Villengarten, Schweizermühle 1 

Bauliche Schutzgüter: Gebäude: Villa, Nebengebäude, Gartenhaus.
Erschließung: Wegesystem: vorhanden, geschwungene Zufahrt von Norden, unbefestigte schmale Wege, zum Teil mit Einfassung, Sandsteintreppen, zum Teil mit profilierten Stufen, Gartenausstattung: Brücke (Sandstein), Bastion, natürliche Felspartien in Gestaltung integriert, erhöhter Sitzplatz am Teich mit Treppe und künstlicher Felspartie, Wasserelemente: Teich und Bachlauf (trocken), im Teich Felsblock als Insel bepflanzt mit Hemlocktanne (Tsuga canadensis) und Rhododendren, möglicherweise verlandeter Teich im Norden der Villa. 

Vegetation: Einzelbäume: prägend v. a. Koniferenbestand, u. a. bestehend aus Hemlocktanne (Tsuga canadensis), alten Fichten (Picea abies), Scheinzypresse (Chamaecyparis spec.), Eibe (Taxus baccata), Lebensbaum (Thuja spec.), ergänzend Laubbäume, u. a. Linde (Tilia spec.), Roteiche (Quercus rubra), Stieleiche (Quercus robur), Rosskastanie (Aesculus hippocastanum), Rotbuche (Fagus sylvatica), Hecken und Sträucher: v. a. Bauernjasmin (Philadelphus spec.), Rhododendron in Arten und Sorten.
Sonstige Schutzgüter: Bodenrelief: Garten selbst eben, außer terrassiertem Bereich südlich der Villa, nach Westen schroff aufragend anstehender Fels.
2. ↑  Ehem. Gasthaus mit Garten, Schweizermühle 3 

Bauliche Schutzgüter: Gebäude: Villa, zwei Nebengebäude (Remisen).
Erschließung: Zugänge: Zufahrt von Osten, Lindenallee von Osten.
Wegesystem: überwachsen, Treppen aus Sandstein.
Wasserelemente: Teich mit kleiner Insel, Bachlauf der Biela in Gestaltung integriert, Kaskade östlich unterhalb der Villa (überformt). 

Vegetation: Alleen und Baumreihen: geschnittene Lindenallee, wechselständig, erstes Paar im Osten gegenständig, Einzelbäume: Bestand v. a. aus Fichten (Picea abies), zwei davon symmetrisch an der Terrasse südlich der Villa, große Linde (Tilia spec.) im westlichen Hofbereich, Hecken und Sträucher: alte Rhododendronbestände in Arten und Sorten, Rhododendrongruppe zwischen den Remisen.
Sonstige Schutzgüter: Bodenrelief: vom Haus nach Osten leicht abfallend, im Westen zwischen den Remisen Terrasse.
3. ↑  Evangelische Pfarrkirche Rosenthal. Schlichte Saalkirche im Rundbogenstil, 1856 durch Oskar Hofmann erbaut. Restaurierung 1974–1980. Verputzter Bau mit gerade geschlossenem Chor und Satteldach. An der Ostseite Sakristei. Die Nord- und Südseite durch hohe Rundbogenfenster, Gurtgesims und Eckpilaster gegliedert. Eingezogener Westturm auf quadratischem Grundriss, im Glockengeschoss mit abgeschrägten Ecken, Faltdach. Der flachgedeckte Innenraum durch die weißen Wandflächen sehr nüchtern. An der Nord- und Südseite zweigeschossige Emporen, konvexe Orgelempore an der Westseite. Seitlich des Altars zwei schlichte Betstuben (Dehio Sachsen I, 1996). 

Putzbau mit sandsteinernen Profilen und Gliederungen, Turm ebenso aus Sandstein. Im Innern zweigeschossige hölzerne Emporen, Orgelempore, schönes Orgelprospekt, Christus am Kreuz und neogotisches Taufbecken aus Sandstein. Gewestet! Eines der schmiedeeisernen Portale gehört zum Pfarrhaus. Baumeister: Maurermeister Oskar Hofmann aus Königstein, Denkmal für die Gefallenen des Ersten Weltkrieges, Würfel mit Helm und Eichenlaub auf Stufenpodest, mit Inschrift.
Grabmale:
1. Grabmal Reinhold Otto Schönert, gest. 1898, Stele stellt abgestorbenen Baum auf felsigem Grund dar, zwei symbolische Urnen befinden sich an den Wurzeln.
2. Grabmal Hennig, Sockel, darüber Sandsteinkubus mit vier Ecksäulen und Giebelbekrönung, 2. Hälfte 19. Jh.
4. ↑  Wohnhaus, Königsteiner Straße 20
  - Keller: Von der Stube aus begehbar, Vorkeller für Lebensmittel, L: 1,33 m, anschließend Hinterkeller, B: 2,85 m, H: 1,80 m, L: 3,00 m, mit Einschütt- und Lüftungsöffnung von außen, zwischen Vor- und Hinterkeller Wand mit Tür, daneben Öffnung für Durchlüftung.
  - Erdgeschoss: Seit 1924 über der Hauseingangstür das Gesellenstück des Bildhauers Werner Hempel (die Jahreszahl 1918 bezieht sich nicht auf das Alter des Hauses). Wohnstallhaus-Prinzip, Stube mit Balkendecke und gestulpten Holzeinschüben, im Flur (baulich verändert) Öffnung vom Backofen (Abriss 1934) noch vorhanden, früher Abort von außen neben der Hauseingangstür, jetzt nach innen gedreht. Im Stall Kappengewölbe (späterer Einbau, Raum 1932 für Wohnzwecke verändert), verputzte Stalltür in der Fassade noch erkennbar. Scheunenteil massiv erneuert, zur Rückseite ein Durchfahrtsbogen im Mauerwerk.
  - Obergeschoss: Flur nur ca. 4,60 m breit (Haustiefe), lichte Höhe 1,90 m unter den Balken, Erschließung von drei Räumen durch einen Gang entlang der Hausrückseite, alte Schiebefenster noch in Funktion, alte Türen zum Teil noch erhalten. Scheunenbereich seit 1929 als Wohnstube, zweiter Schornstein.
  - Dachboden und Dach: Entwässerung bis 1985 durch Holzdachrinnen. Sparrendach, der Sparrenabstand von 1,50 m deutet auf ursprüngliches Strohdach hin, Kehlbalken in Laufhöhe, Spitzboden nicht nutzbar, Vollschalung und Schieferdeckung. Anbau über dem Keller im Erdgeschoss: Separate Wohnung mit Vorraum, Flur, Wohnküche, gesamter Boden als Schlafraum (M. Hammer).
5. 1 2  Ehem. Kaltwasseranstalt Schweizermühle – Gebäude
  - Neugotische Kapelle (Nr. 5): Saalbau mit polygonaler Apsis und Portalvorbau, gestiftet 1890/91 von Frau Gerichtsrätin Hahnewald (Nr. 6), siehe Ortschronik Rosenthal und Artikel im Dorfblatt vom 3. März 2006 (Archiv LfD), Teich mit Insel südlich von Nr. 5 (Sachgesamtheitsteil).
  - Villa Hahnewald mit östlichem Teich (Nr. 6): erbaut 1890 durch Rosa Hahnewald.
  - Gasthaus „Zum Felsenkeller“ (Nr. 7): ländlicher Bau, Obergeschoss Fachwerk, z. T. verbrettert, 1861 über älterem Kern neu erbaut, Eiskeller 1894, Einfriedung Sockel aus Mauerwerk (Stützmauer) mit Ziergitter, Gartenhaus mit Fachwerkkonstruktion (Sachgesamtheitsteil),  Stallgebäude mit Remise an der Straße bei Nr. 7 (Sachgesamtheitsteil).
  - Post-Villa (Nr. 8): massiv, zweigeschossig, gegiebelter Seitenrisalit mit Zier-Fachwerk, ca. 1894.
  - Remise und Stall (Nr. 9, 9a): stark verändert, keine Einzeldenkmale, desgl. ehem. Liegehalle, im Umfeld ehemals geschnittene Lindenreihe und geschnittene Rosskastanien.
  - Badehaus (Nr. 10, Sachgesamtheitsteil): 1888/1889 erbaut an Stelle eines abgebrannten Vorgängers, dieser wiederum an Stelle der 1874 abgebrochenen Mühle, daneben südlich Turbinenhaus, beides keine Einzeldenkmale, Sophienquelle: steingefasst, südwestlich des Turbinenhauses.
  - Gasthof („Schweizermühle“, Nr. 11 – Abbruch 2009): errichtet als erstes Kurhaus durch Kurortbesitzer Joh. Gottlieb Geißler, mit historischem Speisesaal und zwölf  Zimmern, stellte sich bald als für die Kurzwecke unzureichend heraus, Obergeschoss Fachwerk, mit Terrassenstützmauer.
  - Gästehaus („Villa Austria“, Nr. 12, Abbruch vor 2013): errichtet 1876, auch „Neue Villa“ genannt, großer Putzbau mit verbretterter Giebelzone, ebenfalls Einfluss des Schweizerstils.
  - Gesellschaftshaus (Nr. 13): repräsentativer holzverkleideter Bau, mit überhöhtem Mittelrisalit, Veranda, Freiterrasse mit prägender Linde (Tilia spec.), Freitreppen, Stützmauer aus Zyklopenmauerwerk und Küchenanbau, 1866 als Kursaalhaus unter Kuranstaltsbesitzer Lothar Hetschel erbaut, Küchengebäude 1871.
  - Biedermeierhaus (Nr. 15): als 2. Kurhaus 1842 erbaut, auch „Posthotel“ genannt, von 1887 bis ca. 1900 Kaiserliche Poststelle und Telegrafenamt, zweigeschossiger Putzbau mit genuteten Ecklisenen.
  - Reste der Einfriedungen bei Nr. 5, südlich von Nr. 6, bei Nr. 15 und im Bereich Sophienquelle (Sandsteinpfeiler und Sandsteinsockel), nordwestlich der Sophienquelle einige Andenkensteine (keine Einzeldenkmale).

Der einem Amphitheater ähnelnde Felsendom, aktuell bezeichnet als „Rosen- oder Märchengarten“ östlich oberhalb des Tales wurde von Carl Merkel auch „Syrenengrund“ genannt (1826). Der Berliner Pfarrer Knaak nannte ihn in einem Waldgottesdienst vor Kurgästen 1854 „Tempel der Natur“, Dr. phil. Lincke aus Dresden gestaltete den Platz (Lieblingsaufenthaltsort seiner Mutter) zum Ehrengarten „Mariens Ruhe“ (1890/91), 1912 Bezeichnung als „Linkes Zaubergarten“, nach 1912 wurde der Platz durch den neuen Besitzer der Anstalt, der Maggi-Gesellschaft, in „Wodanshain“ umbenannt, Felsendom mit künstlichen Terrassierungen und kleinen Treppen, Blickbeziehung zu Lässigs Villa (Schweizermühle Nr. 14). 

Der heute so bezeichnete „Gedächtnishain“ wurde durch den Fabrikanten Dölitzsch 1890/91 zu Ehren seiner Mutter erschlossen und als Gedenkort hergerichtet, die Einmeißelung „Dölitzschgarten 1891“ ist noch am Abstieg zum „Gedächtnishain“ in einem Felsen erkennbar, er erhielt 1929–1932 durch die Maggi-Gesellschaft (seit 1912 Eigentümer der ehem. Kaltwasseranstalt) seine Umgestaltung mit Kriegerdenkmal (Monolith mit Eichenblätterkranz) und seinen Namen als Gedenkstätte für deren gefallene Mitarbeiter im Deutsch-Französischen Krieg 1870/71 und im Ersten Weltkrieg 1914/18, in der Zeit des Nationalsozialismus Ort für „vaterländische“ Veranstaltungen, nach 1945 Bronzetafeln mit den Namen der Toten vom Kriegerdenkmal entfernt, Felsendom geprägt von zentralem Kriegerdenkmal mit Hemlocktannen (Tsuga canadensis), auf zwei Seiten bogenförmige Natursteinbänke, zum Tal Abgrenzung durch hochkant gestellte Natursteinblöcke. 

Die Siedlung Schweizermühle entstand aus einer Brettmühle des Hammers Oberhütten im Bielatal, der bereits 1452 erwähnt wird. 1820 erhielt der Müller Geißler eine Konzession zur Bewirtung Reisender und 1824 entstand der Name „Schweizermühle“ durch Carl Merkel, siehe Carl Merkel: Biela oder Beschreibung der westlichen sächsisch-böhmischen Schweiz: Ein Taschenbuch für Freunde der schönen Natur, Bautzen, J. G. Lehmann, 1826, Bischofswerda, im Selbstverlag.
1837 Gründung der Kaltwasseranstalt, wie sie auch in Hütten bei Königstein („Königsbrunn“, vor 1846) oder in Berggießhübel und Augustusbad bei Radeberg entstanden. 

In den 1870er Jahren gab es in den Gebäuden der Kuranstalt 177 Zimmer für die Gäste und hundert Prozent Auslastung in den Sommermonaten. Ab 1850 entstanden um die Kuranstalt Villen und Sommerhäuser, die meist ehemaligen Patienten gehörten, berühmte Kurgäste waren die sächsische Königsfamilie und 1878 die spätere Kaiserin Viktoria von Deutschland. Ab dem Ersten Weltkrieg Rückgang des Bekanntheitsgrades, 1912 an die Maggi-GmbH, Nutzung zu DDR-Zeiten als Altersheim.
6. ↑  Lässigs Villa: Das villenartige Wohnhaus mit Uhrenturm und Nischenfigur an der Fassade wurde 1868/69 anstelle des Hauses Bergwall (1846) errichtet, Erbauer war Gustav Adolph Lässig, doch seit 1875 befand sich das Gebäude im Besitz des Schokoladenfabrikanten Jordan (daher auch Villa Jordan oder Turmvilla), der Garten geht jedoch auf den Schweden Bergwall zurück, das Fachwerk-Haus (Nr. 21) ist mit großer Sicherheit die dazu gehörige Gärtnerei gewesen (vor 1870). Parkanlage. 

Bauliche Schutzgüter:
Gebäude: Villa (Nr. 14), Gärtnerei (Nr. 21). Einfriedung: Sandsteinsäulen und -sockel der alten Einfriedung (vormals mit Holzlattenzaun).
Erschließung: Zugänge: historisch von der Villa aus, Wegesystem: in Resten ablesbar, kleine Sandsteintreppe überwindet Höhensprung an der künstlichen Ruine.
Gartenausstattung: Sandsteinbank in Form eines Kreissegments, natürliche Felspartien in Gestaltung integriert. Gartenbauten: künstliche Ruine (Turm). Wasserelemente: Teich, Mühlgraben, Bachlauf der Biela.
Vegetation: Einzelbäume: wertvoller Altbaumbestand, u. a. bestehend aus Linde (Tilia spec.), Hängebuche (Fagus sylvatica ‚Pendula‘), Blutbuche (Fagus sylvatica ‚Atropurpurea‘), prägend v. a. der Koniferenbestand u. a. Hemlocktanne (Tsuga canadensis), Lebensbaum (Thuja spec. in Sorten), Bestand lückig. Hecken und Sträucher: Altbestände aus Rhododendron in Arten und Sorten, Bauernjasmin (Philadelphus spec.), verschiedene Ziersträucher.
Sonstige Schutzgüter: Bodenrelief: Gelände steigt nach Norden und Westen an, Blickbeziehung: innerhalb des Gartens zur Villa und zur künstlichen Ruine.